# Microterys indicus
Microterys indicus är en stekelart som beskrevs av Subba Rao 1977. Microterys indicus ingår i släktet Microterys och familjen sköldlussteklar. Inga underarter finns listade i Catalogue of Life.